# A Nagyfater bátyó epizódjainak listája
Ez a lap a Nagyfater bátyó című amerikai animációs sorozat epizódjait tartalmazza.

## Évadáttekintés
| Évad | Évad | Epizódok | Eredeti sugárzás    | Eredeti sugárzás   | Magyar sugárzás      | Magyar sugárzás      |
| Évad | Évad | Epizódok | Évadpremier         | Évadfinálé         | Évadpremier          | Évadfinálé           |
| ---- | ---- | -------- | ------------------- | ------------------ | -------------------- | -------------------- |
|      | 1    | 52       | 2013. szeptember 2. | 2015. március 5.   | 2014. szeptember 21. | 2015. szeptember 30. |
|      | 2    | 26       | 2015. március 12.   | 2015. december 15. | 2015. október 1.     | 2016. március 29.    |
|      | 3    | 26       | 2015. december 16.  | 2016. július 1.    | 2016. március 30.    | 2016. október 18.    |
|      | 4    | 26       | 2016. július 1.     | 2016. december 15. | 2016. október 29.    | 2017. március 22.    |
|      | 5    | 23       | 2016. december 16.  | 2017. június 30.   | 2017. március 10.    | 2017. szeptember 19. |

## 1. évad
| #   | Eredeti cím                    | Magyar cím             | Író                                                           | Eredeti bemutató     | Magyar bemutató      | Kód      | Nézettség (millió fő) |
| --- | ------------------------------ | ---------------------- | ------------------------------------------------------------- | -------------------- | -------------------- | -------- | --------------------- |
| 1.  | Belly Bros                     | Pocaktesók             | Marc Ceccarelli, Ryan Kramer, Casey Alexander                 | 2013. szeptember 2.  | 2014. szeptember 21. | 1019-001 | 2,164                 |
| 2.  | Tiger Trails                   | Tigrisnyomon           | Audie Harrison, Casey Alexander                               | 2013. szeptember 2.  | 2014. szeptember 24. | 1019-004 | 2,164                 |
| 3.  | Space Emperor                  | Az űr császára         | Myke Chilian, Fred Osmond, Casey Alexander                    | 2013. szeptember 9.  | 2014. szeptember 23. | 1019-003 | 1,721                 |
| 4.  | Funny Face                     | Mókás arc              | Dominic Bisignano, Luke Brookshier, Audie Harrison            | 2013. szeptember 9.  | 2014. szeptember 21. | 1019-002 | 1,721                 |
| 5.  | Moustache Cream                | Bajuszkrém             | Ryan Kramer, Marc Ceccarelli                                  | 2013. szeptember 16. | 2014. szeptember 25. | 1019-005 | 1,984                 |
| 6.  | Nickname                       | Becenevek              | Luke Brookshier, Dominic Bisignano                            | 2013. szeptember 16. | 2014. szeptember 26. | 1019-006 | 1,984                 |
| 7.  | Driver's Test                  | A jogosítvány          | Audie Harrison                                                | 2013. szeptember 23. | 2014. szeptember 30. | 1019-008 | 1,583                 |
| 8.  | Uncle Grandpa Sitter           | Ki vigyáz kire?        | Marc Ceccarelli, Ryan Kramer, Audie Harrison                  | 2013. szeptember 30. | 2014. október 1.     | 1019-009 | 1,348                 |
| 9.  | Uncle Grandpa Ate My Homework! | A megevett házi        | Dominic Bisignano, Luke Brookshier                            | 2013. október 7.     | 2014. október 2.     | 1019-010 | 1,289                 |
| 10. | Uncle Grandpa for a Day        | Egynapos helyettes     | Myke Chilian, Fred Osmond, Casey Alexander                    | 2013. október 14.    | 2014. október 3.     | 1019-011 | 1,601                 |
| 11. | Afraid of the Dark             | Szörnyek a sötétben    | Myke Chilian, Fred Osmond                                     | 2013. október 21.    | 2014. szeptember 29. | 1019-007 | 1,511                 |
| 12. | Treasure Map                   | Kincses térkép         | Myke Chilian, David Gemmill                                   | 2013. november 5.    | 2014. október 9.     | 1019-015 | 1,585                 |
| 13. | Locked Out                     | Kizárt dolog vagyok    | Pete Browngardt, Ryan Kramer                                  | 2013. november 12.   | 2014. október 6.     | 1019-012 | 1,441                 |
| 14. | Jorts                          | Forró naci             | Ryan Kramer, Marc Ceccarelli, Fred Osmond                     | 2013. november 19.   | 2014. október 7.     | 1019-013 | 1,579                 |
| 15. | Brain Game                     | Elmebajnokság          | Andy Gonsalves, Casey Alexander                               | 2013. november 26.   | 2014. október 10.    | 1019-016 | 1,643                 |
| 16. | Mystery Noise                  | Rejtélyes zaj          | Chris Reccardi                                                | 2013. december 3.    | 2014. október 16.    | 1019-020 | 1,467                 |
| 17. | Charlie Burgers                | Charlie-burger         | Marc Ceccarelli, Ryan Kramer                                  | 2014. január 14.     | 2014. október 13.    | 1019-017 | 1,687                 |
| 18. | Uncle Grandpa Shorts           | Rövid híreink          | Myke Chilian, Audie Harrison, Andy Gonsalves                  | 2014. január 21.     | 2014. október 8.     | 1019-014 | 1,532                 |
| 19. | Perfect Kid                    | Tökéletesség           | David Gemmill, Myke Chilian                                   | 2014. január 28.     | 2014. október 15.    | 1019-019 | 1,234                 |
| 20. | Big in Japan                   | A japán meló           | Luke Brookshier, Dominic Bisignano, Andy Gonsalves            | 2014. február 4.     | 2014. október 14.    | 1019-018 | 1,358                 |
| 21. | Leg Wrestle                    | Lábbirkózás            | Myke Chilian, David Gemmill                                   | 2014. február 11.    | 2014. október 21.    | 1019-023 | 1,484                 |
| 22. | Future Pizza                   | Üzenet a jövőből       | David Gemmill, Casey Alexander, Myke Chilian                  | 2014. február 18.    | 2014. október 20.    | 1019-022 | 1,264                 |
| 23. | More Uncle Grandpa Shorts      | Otthonka               | Andy Gonsalves, David Gemmill                                 | 2014. február 25.    | 2014. október 22.    | 1019-024 | 1,371                 |
| 24. | Viewer Special                 |                        | Marc Ceccarelli, Ryan Kramer                                  | 2014. március 4.     |                      | 1019-025 | 1,09                  |
| 25. | Bad Morning                    | Rossz reggel           | Myke Chilian, Nick Edwards                                    | 2014. március 11.    | 2014. oktober 23.    | 1019-026 | 1,35                  |
| 26. | Prank Wars                     | Heccharc               | Ryan Kramer, Marc Ceccarelli                                  | 2014. április 1.     | 2014. október 17.    | 1019-021 | 1,73                  |
| 27. | 1992 Called                    | 1992 hívott            | Andy Gonsalves, Nick Edwards                                  | 2014. augusztus 21.  | 2015. április 15.    | 1019-029 | 1,65                  |
| 28. | Bezt Frends                    | Legjobb cimbik         | Ryan Kramer, Marc Ceccarelli                                  | 2014. augusztus 21.  | 2015. április 13.    | 1019-027 | 1,65                  |
| 29. | Food Truck                     | Kajaverda              | Myke Chilian, David Gemmill                                   | 2014. augusztus 28.  | 2015. szeptember 14. | 1019-040 | 1,50                  |
| 30. | Hide and Seek                  | Bújócska               | Casey Alexander                                               | 2014. szeptember 4.  | 2015. április 16.    | 1019-030 | 1,86                  |
| 31. | The History of Wrestling       | A pankráció története  | Audie Harrison                                                | 2014. szeptember 11. | 2015. április 22.    | 1019-034 | 1,69                  |
| 32. | Sick Bag                       | Tasi-bajok             | Marc Ceccarelli, Ryan Kramer                                  | 2014. szeptember 18. | 2015. április 17.    | 1019-031 | N/A                   |
| 33. | Vacation                       | Vakáció                | Andy Gonsalves, Jon Vermilyea                                 | 2014. szeptember 25. | 2015. április 21.    | 1019-033 | 1,62                  |
| 34. | Aunt Grandma                   | Mami nénus             | David Gemmill, Myke Chilian                                   | 2014. október 2.     | 2015. szeptember 18. | 1019-044 | 2,33                  |
| 35. | Grounded                       | Szobafogság            | Jon Vermilyea, Andy Gonsalves                                 | 2014. október 2.     | 2015. április 27.    | 1019-037 | 2,33                  |
| 36. | Haunted RV                     | Szellemverda           | Marc Ceccarelli, Ryan Kramer                                  | 2014. október 28.    | 2015. szeptember 23. | 1019-047 | N/A                   |
| 37. | Internet Troll                 | Internet-troll         | Andy Gonsalves, Audie Harrison                                | 2014. december 1.    | 2015. szeptember 15. | 1019-041 | 1,59                  |
| 38. | Not Funny                      | Nem vicces             | David Gemmill, Myke Chilian                                   | 2014. december 1.    |                      | 1019-032 | 1,59                  |
| 39. | Prison Break                   | A szökevények          | Myke Chilian, David Gemmill                                   | 2014. december 2.    | 2015. április 24.    | 1019-036 | 1,47                  |
| 40. | Escalator                      | Majré a mozgólépcsőn   | Andy Gonsalves, Casey Alexander                               | 2014. december 3.    | 2015. szeptember 21. | 1019-042 | 1,56                  |
| 41. | Christmas Special              | Karácsony extrákkal    | Myke Chilian, Ryan Kramer                                     | 2014. december 4.    | 2015. december 26.   | 1019-051 | 1,55                  |
| 42. | Christmas Special              | Karácsony extrákkal    | Myke Chilian, Ryan Kramer                                     | 2014. december 4.    | 2015. december 26.   | 1019-052 | 1,55                  |
| 43. | Dog Day                        | Kutya jó nap           | David Gemmill, Casey Alexander                                | 2014. december 5.    | 2015. szeptember 24. | 1019-048 | 1,53                  |
| 44. | Tiger and Mouse                | Tigris és egér         | Marc Ceccarelli, Ryan Kramer                                  | 2014. december 5.    | 2015. április 29.    | 1019-039 | 1,53                  |
| 45. | Pizza Steve's Diary            | Pizza Pityu naplója    | Andy Gonsalves, Ryan Kramer                                   | 2015. január 8.      | 2015. szeptember 25. | 1019-049 | 1,97                  |
| 46. | Ballin'                        | Meccslabda             | Myke Chilian, David Gemmill                                   | 2015. január 15.     | 2015. április 14.    | 1019-028 | 1,50                  |
| 47. | Big Trouble for Tiny Miracle   | Apró Csoda nagy gondja | Casey Alexander                                               | 2015. január 22.     | 2015. szeptember 16. | 1019-042 | 1,90                  |
| 48. | New Kid                        | Az új fiú              | Ryan Kramer, Marc Ceccarelli                                  | 2015. január 29.     | 2015. április 23.    | 1019-035 | 1,59                  |
| 49. | Uncle Zombie                   | Nagyfater zombi        | David Gemmill, Ryan Kramer                                    | 2015. február 5.     | 2015. szeptember 22. | 1019-046 | 1,90                  |
| 50. | Uncle Caveman                  | Ősember bátyó          | Myke Chilian, Casey Alexander, David Gemmill, Kenny Pittenger | 2015. február 12.    | 2015. október 2.     | 1019-056 | 1,66                  |
| 51. | Misfortune Cookie              | Balszerencsesüti       | Marc Ceccarelli, Ryan Kramer                                  | 2015. február 19.    | 2015. szeptember 17. | 1019-043 | 1,80                  |
| 52. | Wasteland                      | Szemétfölde            | Nick Edwards                                                  | 2015. február 26.    | 2015. szeptember 30. | 1019-059 | 1,81                  |

## 2. évad
| #   | Eredeti cím                                                              | Magyar cím | Író                                              | Eredeti bemutató    | Magyar bemutató      | Kód | Nézettség (millió fő) |
| --- | ------------------------------------------------------------------------ | --- | ------------------------------------------------ | ------------------- | -------------------- | --- | --------------------- |
| 1.  | Duck Lips                                                                | Kacsaszáj | David Gemmill és Kenny Pittenger                 | 2015. március 5.    | 2015. október 6.     | TBA | 1,63                  |
| 2.  | Numbskull                                                                | Tökfej | Andy Gonsalves és Jason Reicher                  | 2015. március 12.   | 2015. október 5.     | TBA | 1,55                  |
| 3.  | Body Trouble                                                             | Gazdatest-gondok | Fred Osmond és Marc Ceccarelli                   | 2015. március 19.   | 2015. április 28.    | TBA | 1,44                  |
| 4.  | Shower Party                                                             | Zuhanyparti | Andy Gonsalves és Jason Reicher                  | 2015. március 26.   | 2015. október 8.     | TBA | 1,28                  |
| 5.  | Uncle Grandpa Land                                                       | Nagyfater bátyó park | Myke Chilian                                     | 2015. május 4.      | 2015. október 13.    | TBA | 1,00                  |
| 6.  | Taco Comet                                                               | Taco üstökös | Ryan Kramer és Marc Cecarelli                    | 2015. május 5.      | 2015. október 12.    | TBA | 1,15                  |
| 7.  | The Fan                                                                  | A rajongó | Ryan Kramer és Marc Cecarelli                    | 2015. május 6.      | 2015. szeptember 29. | TBA | 1,14                  |
| 8.  | The Package                                                              | A csomag | Ryan Kramer és Marc Cecarelli                    | 2015. május 7.      | 2015. október 7.     | TBA | 1,23                  |
| 9.  | Are You Talkin' to Tree                                                  | A fához beszélsz? | David Gemmill és Kenny Pittenger                 | 2015. május 8.      | 2015. október 9.     | TBA | 1,15                  |
| 10. | Older                                                                    | Öregek | Marc Ceccarelli és Ryan Kramer                   | 2015. május 14.     | 2015. október 14.    | TBA | 1,14                  |
| 11. | Guest Directed Shorts: Time Burgers / For Pete! Love Pen / Total Reality | Vendégrendező által rendezett egyfelvonásos: Nagyfater bátyó és az időburger / Pete-nek szeretettel, Pen / Totális valóság | M. Wartella, Pendleton Ward és Max Winston       | 2015. május 21.     | 2015. szeptember 28. | TBA | 1,29                  |
| 12. | Hundred Dollar Gus                                                       | Száz dolláros Guszti | Zac Gorman                                       | 2015. június 8.     | 2015. október 1.     | TBA | 1,58                  |
| 13. | Weird Badge                                                              | Fura jelvény | Andy Gonsalves és Jason Reicher                  | 2015. június 9.     | 2016. március 14.    | TBA | 1,33                  |
| 14. | The Great Spaghetti Western                                              | A nagy spagetti western | Andy Gonsalves és Jason Reicher                  | 2015. június 10.    | 2016. március 15.    | TBA | 1,22                  |
| 15. | Pal.0                                                                    | Pal.0 | Nick Edwards és Myke Chilian                     | 2015. június 11.    | 2016. március 16.    | TBA | 1,53                  |
| 16. | Uncle Grandpa at the Movies                                              | Nagyfater bátyó a moziban                                                                                                  | Kenny Pittenger és David Gemmill                 | 2015. június 12.    | 2016. március 17.    | TBA | 1,23                  |
| 17. | Bottom Bag                                                               | Popsi Tasi | Ryan Kramer és Marc Ceccarelli                   | 2015. augusztus 6.  | 2016. március 18.    | TBA | 1,37                  |
| 18. | Watermelon Gag                                                           | Görögdinnye-poén | Zeus Cervas                                      | 2015. augusztus 13. | 2016. március 21.    | TBA | 1,46                  |
| 19. | Uncle Grandpa Babies                                                     | Nagyfater bátyó-babák | Jason Reicher és Andy Gonsalves                  | 2015. augusztus 20. | 2016. október 3.     | TBA | 1,62                  |
| 20. | Birdman                                                                  | Madárember | Myke Chilian és Nick Edwards                     | 2015. augusztus 27. | 2016. március 22.    | TBA | 0,97                  |
| 21. | Uncle Grandpa Retires                                                    | Nagyfater bátyó felkerekedik                                                                                               | Marc Ceccarelli, Ryan Kramer, és Casey Alexander | 2015. szeptember 3. | 2016. március 28.    | TBA | 1,22                  |
| 22. | Uncle Grandpa Retires                                                    | Nagyfater bátyó felkerekedik                                                                                               | Marc Ceccarelli, Ryan Kramer, és Casey Alexander | 2015. szeptember 3. | 2016. március 28.    | TBA | 1,22                  |
| 23. | Fool Moon                                                                | Telihold | Jason Reicher és Andy Gonsalves                  | 2015. oktober 26.   | 2016. március 23.    | TBA | 1,20                  |
| 24. | Secret Santa                                                             | Titkos Télapó | Marc Ceccarelli és Ryan Kramer                   | 2015. december 3.   | 2016. október 28.    | TBA | 1,33                  |
| 25. | Nacho Chesse                                                             | Sajtos nacho | Kenny Pittenger és David Gemmill                 | 2015. december 14.  | 2016. március 25.    | TBA | 0,87                  |
| 26. | Mustache Tree                                                            | Bajuszfa | Ryan Kramer és Marc Ceccarelli                   | 2015. december 15.  | 2016. március 29.    | TBA | 0,88                  |

## 3. évad
| #   | Eredeti cím                  | Magyar cím                 | Író                                        | Eredeti bemutató   | Magyar bemutató   | Kód | Nézettség (millió fő) |
| --- | ---------------------------- | -------------------------- | ------------------------------------------ | ------------------ | ----------------- | --- | --------------------- |
| 1.  | The Little Mer-Tiger         | A kis habtigris            | Myke Chilian                               | 2015. december 16. | 2016. március 30. | TBA | 0,82                  |
| 2.  | Ballroom                     | A bálterem                 | David Gemmill és Kenny Pittenger           | 2015. december 17. | 2016. március 31. | TBA | 1,01                  |
| 3.  | Back to the Library          | Vissza a könyvtárba        | Andy Gonsalves és Jason Reicher            | 2015. december 18. | 2016. április 1.  | TBA | 0,94                  |
| 4.  | Uncle Easter                 | Húsvét bátyó               | Andy Gonsalves és Jason Reicher            | 2016. március 25.  | 2016. április 6.  | TBA | 0,94                  |
| 5.  | King Gus                     | Gus király                 | Nick Edwards és Myke Chilian               | 2016. marcius 25.  | 2016. április 5.  | TBA | 0,94                  |
| 6.  | Uncle Grandpa Movie          | A Nagyfater bátyó film     | David Gemmill és Kenny Pittenger           | 2016. április 1.   | 2017. február 27. | TBA | 0,96                  |
| 7.  | Uncle Grandpa Movie          | A Nagyfater bátyó film     | David Gemmill és Kenny Pittenger           | 2016. április 1.   | 2017. február 27. | TBA | 0,96                  |
| 8.  | Lamestation                  | Játékok harca              | David Gemmill és Kenny Pittenger           | 2016. április 2.   | 2016. március 24. | TBA | 1,02                  |
| 9.  | Space Oddity                 | Űrkülönlegesség            | Ryan Kramer és Marc Ceccarelli             | 2016. aprilis 2.   | 2016. október 4.  | TBA | 1,01                  |
| 10. | Relaxation Land              | A relaxálás földje         | Jason Reicher és Andy Gonsalves            | 2016. aprilis 9.   | 2016. október 7.  | TBA | 1,22                  |
| 11. | The Land of the Lost Shadows | Az elveszett árnyak földje | Jason Reicher és Jon Vermilyea             | 2016. aprilis 9.   | 2016. október 4.  | TBA | 0,97                  |
| 12. | Pizza Eve                    | Pizza Picur                | Brett Varon és Zeus Cervas                 | 2016. aprilis 16.  | 2017. február 25. | TBA | 1,01                  |
| 13. | The Return of Aunt Grandma   | Nagyanyó néne visszatér    | Kenny Pittenger és David Gemmill           | 2016. április 23.  | 2016. október 6.  | TBA | 0,96                  |
| 14. | The Return of Aunt Grandma   | Nagyanyó néne visszatér    | Kenny Pittenger és David Gemmill           | 2016. április 23.  | 2016. október 6.  | TBA | 0,96                  |
| 15. | Messy Bessy                  | Mihaszna Bessy             | Brett Varon és Zeus Cervas                 | 2016. április 30.  | 2016. október 13. | TBA | 1,01                  |
| 16. | Memory Foam                  | Memóriahab                 | Myke Chilian és Nick Edwards               | 2016. május 7.     | 2016. október 7.  | TBA | 0,98                  |
| 17. | Even More Shorts             | Még több rövidfilm         | David Gemmill, Ryan Kramer és Myke Chilian | 2016. május 14.    | 2016. október 3.  | TBA | 0,79                  |
| 18. | Fleas Help Me                | Segítség, bolhák!          | Ryan Kramer és Marc Ceccarelli             | 2016. május 21.    | 2016. október 17. | TBA | 0,96                  |
| 19. | Wicked Shades                | Klassz szemüveg            | Myke Chilian és Nick Edwards               | 2016. május 28.    | 2016. október 18. | TBA | 0,84                  |
| 20. | Except for Cooper            | Kivéve Cooper              | David Gemmill és Kenny Pittenger           | 2016. június 4.    | 2016. október 12. | TBA | 0,89                  |
| 21. | In the Clouds                |                            | Nick Edwards                               | 2016. június 11.   |                   | TBA | 1,09                  |
| 22. | The Lepre-Con                | Mi a manó?                 | Nick Edwards és Myke Chilian               | 2016. július 1.    | 2016. április 4.  | TBA | TBA                   |
| 23. | Fear of Flying               | Félelem a repüléstől       | Marc Ceccarelli és Ryan Kramer             | 2016. július 1.    | 2016. október 1.  | TBA | TBA                   |
| 24. | G'day Mornin'                | Dingó reggelt!             | Myke Chilian és Nick Edwards               | 2016. július 1.    | 2016. október 1.  | TBA | TBA                   |
| 25. | Uncle Fashion                | Divat bátyó                | Brett Varon és Zeus Cervas                 | 2016. július 1.    | 2016. október 1.  | TBA | TBA                   |
| 26. | Inventor Mentor              | Feltaláló tanító           | Ryan Kramer és Marc Ceccarelli             | 2016. július 1.    | 2016. október 1.  | TBA | TBA                   |

## 4. évad
| #   | Eredeti cím                      | Magyar cím              | Író                              | Eredeti bemutató   | Magyar bemutató     | Kód | Nézettség (millió fő) |
| --- | -------------------------------- | ----------------------- | -------------------------------- | ------------------ | ------------------- | --- | --------------------- |
| 1.  | Jerky Jasper                     | Tuskó Jasper            | Myke Chilian és Zeus Cervas      | 2016. július 1.    | 2016. november 3.   | TBA | TBA                   |
| 2.  | Dinosaur Day                     | Dínó-ünnep              | Andy Gonsalves és Jason Reicher  | 2016. július 1.    | 2016. október 29.   | TBA | TBA                   |
| 3.  | Uncle Melvins                    | Melvins bátyó           | Jason Reicher és Andy Gonsalves  | 2016. augusztus 4. | 2017. március 1.    | TBA | 1,32                  |
| 4.  | RV Olympics                      | Az olimpia              | Nick Edwards és Myke Chilian     | 2016. augusztus 4. | 2017. március 16.   | TBA | 1,32                  |
| 5.  | Uncle Baseball                   | Nagyfater baseball      | Ryan Kramer és Chris Allison     | 2016. október 22.  | 2017. augusztus 22. | TBA | 1,06                  |
| 6.  | Costume Crisis                   | Jelmezjátszma           | Chris Allison és Ryan Kramer     | 2016. október 27.  | 2017. augusztus 21. | TBA | 0,98                  |
| 7.  | Uncle Grandpa Runs for President | Elnökválasztási kampány | David Gemmill és Kenny Pittenger | 2016. november 3.  | 2017. március 14.   | TBA | 0,97                  |
| 8.  | Chill Out                        | Harc a hóemberrel       | David Gemmill                    | 2016. december 1.  | 2017. augusztus 23. | TBA | 0,96                  |
| 9.  | The Bike Ride                    | Bringatúra              | Kenny Pittenger és David Gemmill | 2016. december 5.  | 2017. február 28.   | TBA | 0,59                  |
| 10. | Mr. Gus Moves Out                | Mr. Guszti elköltözik   | Chris Allison és Ryan Kramer     | 2016. december 5.  | 2017. február 28.   | TBA | 0,59                  |
| 11. | Hiccup Havok                     | Csukló csóka            | Zeus Cervas és Jason Reicher     | 2016. december 6.  | 2017. március 1.    | TBA | 0,66                  |
| 12. | MacGuffin                        | MacGuffin               | Jason Reicher és Andy Gonsalves  | 2016. december 6.  | 2017. március 2.    | TBA | 0,66                  |
| 13. | Gone to His Head                 | A nagyra nőtt arc       | David Gemmill és Kenny Pittenger | 2016. december 7.  | 2017. március 2.    | TBA | 0,70                  |
| 14. | Pony Tale                        | Lófarok                 | Ryan Kramer és Chris Allison     | 2016. december 7.  | 2017. március 3.    | TBA | 0,70                  |
| 15. | You Can't Handle the Tooth       | Fogas kérdés            | Zeus Cervas és Ryan Jouas        | 2016. december 8.  | 2017. március 3.    | TBA | 0,72                  |
| 16. | A Gift for Gus                   | Ajándék Mr. Gusztinak   | Myke Chilian és Nick Edwards     | 2016. december 8.  | 2017. március 6.    | TBA | 0,72                  |
| 17. | Robo UG                          | Robot NB                | Andy Gonsalves és Jason Reicher  | 2016. december 9.  | 2017. március 7.    | TBA | 0,70                  |
| 18. | Lil' Mac                         | Kicsi Mac               | David Gemmill és Kenny Pettenger | 2016. december 9.  | 2017. március 8.    | TBA | 0,70                  |
| 19. | Disappearing Act                 | Eltűnő mutatvány        | Chris Allison és Ryan Kramer     | 2016. december 12. | 2017. március 9.    | TBA | 0,70                  |
| 20. | Tongue Tied                      |                         | Nick Edwards és Myke Chillan     | 2016. december 12. |                     | TBA | 0,70                  |
| 21. | Uncle Dummy                      | Hasbeszélés             | Zeus Cervas és Ryan Jouas        | 2016. december 13. | 2017. március 13.   | TBA | 0,77                  |
| 22. | Face Fix                         | Arcápolás               | Ryan Kramer és Chris Allison     | 2016. december 13. | 2017. március 15.   | TBA | 0,77                  |
| 23. | The Phone Call                   | A hívás                 | Zeus Cervas és Andy Gonsalves    | 2016. december 14. | 2017. március 17.   | TBA | 0,63                  |
| 24. | Uncle Cupid                      | Ámor bátyó              | Nick Edwards és Myke Chilian     | 2016. december 14. | 2017. március 20.   | TBA | 0,63                  |
| 25. | Doctor Visit                     | Irány az orvos!         | Andy Gonsalves és Jason Reicher  | 2016. december 15. | 2017. március 21.   | TBA | 0,75                  |
| 26. | The Cake Mistake                 | A torta                 | David Gemmill és Kenny Pittenger | 2016. december 15. | 2017. március 22.   | TBA | 0,75                  |

## 5. évad
| #   | Eredeti cím                                | Magyar cím                                | Író | Eredeti bemutató   | Magyar bemutató      | Kód | Nézettség (millió fő) |
| --- | ------------------------------------------ | ----------------------------------------- | --- | ------------------ | -------------------- | --- | --------------------- |
| 1.  | Sheep Deprivation                          | Bárány-ármány                             | Chris Allison és Ryan Kramer | 2016. december 16. | 2017. március 10.    | TBA | 0,85                  |
| 2.  | Trash Cat                                  | Bocica                                    | Nick Edwards | 2016. december 16. | 2017. augusztus 24.  | TBA | 0,85                  |
| 3.  | Uncle Grandpa's Odd-yssey                  | Nagyfater kalandor                        | Myke Chilian | 2017. június 6.    | 2017.                | TBA | 0,88                  |
| 4.  | Surprise Party                             | Meglepetésbuli                            | Ryan Kramer és Chris Allison | 2017. június 6.    | 2017. szeptember 8.  | TBA | 0,83                  |
| 5.  | Late Night Good Morning with Uncle Grandpa | Jó reggelt késő éjjel Nagyfater bátyóval! | Andy Gonsalves | 2017. június 7.    | 2017.                | TBA | 0,60                  |
| 6.  | New Direction                              | Rendezz másképp                           | Andres Salaff | 2017. június 8.    | 2017. szeptember 7.  | TBA | 0,79                  |
| 7.  | Anger Management                           | Indulatkezelés                            | David Gemmill | 2017. június 9.    | 2017. szeptember 1.  | TBA | 0,67                  |
| 8.  | Pizza Steve's Past                         | Pizza Pityu múltja                        | Nick Edwards | 2017. június 19.   | TBA                  | TBA | 0,95                  |
| 9.  | Diggin' a Hole                             | Ássunk lyukat!                            | Nick Edwards | 2017. június 20.   | 2017. szeptember 5.  | TBA | 0,87                  |
| 10. | Broken Boogie                              | Nyugdíjas mumus                           | Andres Salaff | 2017. június 21.   | 2017. szeptember 6.  | TBA | 0,95                  |
| 11. | Uncle Grandpa's Uncle Grandpa              |                                           | Andy Gonsalves | 2017. június 22.   | TBA                  | TBA | 0,80                  |
| 12. | Transitional Phase                         | Jelenetről jelenetre                      | Myke Chilian | 2017. június 23.   | 2017. augusztus 28.  | TBA | 0,69                  |
| 13. | Cartoon Factory                            | Rajzfilmgyártás                           | Chris Allison és Ryan Kramer | 2017. június 23.   | 2017. szeptember 4.  | TBA | 0,69                  |
| 14. | Date with Gus                              | Guszti randevúja                          | David Gemmill | 2017. június 26.   | 2017. szeptember 11. | TBA | 0,85                  |
| 15. | What's the Big Idea?                       | Ötlet híján elmarad                       | Chris Allison és Ryan Kramer | 2017. június 26.   | 2017. augusztus 31.  | TBA | 0,85                  |
| 16. | Full Grown Pizza                           | Felnőtté válni                            | Jason Reicher és Andres Salaff | 2017. június 27.   | 2017. augusztus 29.  | TBA | 0,89                  |
| 17. | More Director Shorts                       |                                           | Chris Prynoski, Marc M., J.J. Villard és Mike Carlo | 2017. június 27.   | TBA                  | TBA | 0,89                  |
| 18. | High Dive                                  | Műugrás                                   | Chris Allison és Ryan Kramer | 2017. június 28.   | 2017.                | TBA | 0,74                  |
| 19. | Chess Master Steve                         | Pityu, a sakkbajnok                       | Andres Salaff és Jason Reicher | 2017. június 28.   | 2017. augusztus 30.  | TBA | 0,74                  |
| 20. | Tiny Miracle's Tiny Miracle                | Apró csoda apró csodája                   | Michael Perez, Chris Allison és David Gemmill | 2017. június 29.   | 2017.                | TBA | 0,84                  |
| 21. | Uncle Greedpa                              | Nagymohó bátyó                            | Myke Chilian és Casey Alexander | 2017. június 29.   | 2017. augusztus 25.  | TBA | 0,84                  |
| 22. | Exquisite Grandpa                          | Úri nagyfater                             | Pete Browngardt, Audie Harrison, Chris Allison, Andy Gonsalves, Myke Chilian, David Gemmill, Andres Salaff, Ryan Kramer, Nick Edwards és Casey Alexander | 2017. június 30.   | 2017. szeptember 19. | TBA | 0,72                  |
| 23. | Uncle Grandpa: The High School Years       | Büntetésben                               | Ryan Kramer és Chris Allison | 2017. június 30.   | 2017. szeptember 12. | TBA | 0,72                  |

## Rövidfilmek

### Internetes rövidfilmek
| #  | Eredeti cím                            | Magyar cím                               | Eredeti premier     | Magyar premier                |
| -- | -------------------------------------- | ---------------------------------------- | ------------------- | ----------------------------- |
| 1. | Uncle Grandpa's Incredible Journey     | Nagyfater bátyó varázslatos utazása      | 2015. július 9.     | 2016. július 31. (YouTube)    |
| 2. | Will It Stick?                         | Vajon ragad?                             | 2015. szeptember 1. | 2016. augusztus 7. (YouTube)  |
| 3. | Bounce House                           | Ugrálóvár                                | 2015. november 2.   | 2016. augusztus 21.           |
| 4. | Curiosities of Nature with Dirk Peters | A természet érdekességei Dirk Petersszel | 2015. december 1.   | 2016. augusztus 14. (YouTube) |

### Ismétlődő rövidfilmek
| #  | Eredeti cím                                        | Magyar cím                                   |
| -- | -------------------------------------------------- | -------------------------------------------- |
| 1. | Slice of Life with Pizza Steve                     | Az élet egy szelete Pizza Pityuval           |
| 2. | Tiger Talk                                         | Tigris Dumcsi                                |
| 3. | New Experiences with Beary Nice and Hot Dog Person | Új kalandok Poci Macival és Hot Dog Csávóval |
| 4. | Xarna: She-Warrior of the Apocalypse               | Xarna: Az Apokalipszis harcosa               |
| 5. | Evil Wizard                                        | Gonosz Mágus                                 |
| 6. | Moments in History with Mr. Gus                    | Történelmi pillanatok Mr. Gusztival          |

### Egyszeri rövidfilmek
| #   | Eredeti cím                                       | Magyar cím                                         |
| --- | ------------------------------------------------- | -------------------------------------------------- |
| 1.  | Fishing with Uncle Grandpa                        | Horgászat Nagyfater bátyóval                       |
| 2.  | Uncle Grandpa Changes a Light Bulb                | Nagyfater bátyó égőt cserél                        |
| 3.  | Mr. Gus's Break Dance                             | Mr. Guszti break tánca                             |
| 4.  | Tiny Miracle the Robot Boy                        | Apró Csoda, a robotfiú                             |
| 5.  | Uncle Grandpa Sings the Classics                  | Nagyfater bátyó klasszikusokat énekel              |
| 6.  | The Legend of the Beardman: The Nighttime Tickler | A szakállember legendája: Az éjszakai kényes ügyek |
| 7.  | Mr. Gus's Work Out                                | Mr. Guszti edzése                                  |
| 8.  | UG Rap Attack                                     | UG Rap Támadás                                     |
| 9.  | Board Game Night                                  | Éjjeli társasjáték                                 |
| 10. | E-Mail the Duck                                   | A kacsa feladása                                   |
| 11. | Uncle Grandpa Cooks a Burrito                     | Nagyfater bátyó burritot süt                       |
| 12. | Shave Time                                        | Borotválkozási idő                                 |
| 13. | Ghost Math                                        | Kísértetmatek                                      |
| 14. | Bubble Trouble                                    | Buborék gond                                       |
| 15. | Scary Cyborg Guy                                  | Ijesztő kiborg srác                                |
| 16. | Uncle Grandpa Babies                              | Nagyfater bátyó babák                              |
| 17. | Grandpa Cize                                      | Nagyfater repedés                                  |
| 18. | RV Checkup                                        | RV Kivizsgálás                                     |
| 19. | Workout Time for Mr. Gus                          | Edzési idő Mr. Gusztival                           |
| 20. | Lunch Break                                       | Ebédszünet                                         |
| 21. | Squirrel Sweaters                                 | Mókus pulóverek                                    |
| 22. | Smile Juice                                       | Mosoly-Juice                                       |
| 23. | Grandpa at Arms                                   | Nagyfater fegyverzetben                            |
| 24. | How to Draw with Uncle Grandpa                    | Hogyan rajzold le Nagyfater bátyót?                |
| 25. | Who Wants the Last Pickle                         | Kié lesz az uborka?                                |
| 26. | Weird Man                                         | Furcsa ember                                       |